# Carolina Ödman-Govender
Pour les articles homonymes, voir Govender.
Carolina Ödman-Govender, née le 3 juillet 1974 et morte le 14 novembre 2022 au Cap, est une physicienne suisse, professeure d'astrophysique à l'université du Cap-Occidental.
Elle reçoit le prix 2018 du Comité exécutif spécial de l'Union astronomique internationale pour la diffusion, le développement et l'éducation de l'astronomie.

## Biographie

### Formation
Carolina Ödman grandit en Suisse. Elle est inspirée par son professeur de physique au secondaire et décide de poursuivre une carrière dans les sciences. Elle étudie finalement la physique à l'École polytechnique fédérale de Lausanne et obtient son diplôme en 2000,,. Elle obtient son doctorat à l'université de Cambridge, où elle est membre du Trinity Hall. Elle est postdoctorante à l'université de Rome « La Sapienza » où elle travaille sur l'énergie noire. Elle est également consultante pour l'UNESCO, travaillant sur l'impact de la science et de la technologie dans la société. Elle s'intéresse en outre aux aspects philosophiques de la science.

### Recherche et carrière
En 2005, Carolina Ödman rejoint l'université de Leyde en tant que chef de projet international, où elle travaille avec George Miley. Entre autres réalisations, cela implique la création du groupe de travail Astronomy for Africa et la direction du programme Connaissance de l'Univers (Universe Awareness, UNAWE),. Universe Awareness est un programme de sensibilisation qui inspire les enfants à propos de l'astronomie, touchant plus de 400 000 enfants dans plus de 60 pays,. Elle rejoint le projet Square Kilometer Array à l'Observatoire astronomique sud-africain en 2010. Ödman est nommée directrice du développement académique à l'Institut africain des sciences mathématiques en 2011. En 2012, elle reçoit un prix de Science Magazine, le Science Prize for Online Resources in Education (SPORE) pour son travail sur la conscience de l'univers. Elle faisait partie de l'équipe qui a créé le projet Galileo Mobile.
En 2018, Carolina Ödman est nommée directrice associée du Centre interuniversitaire d'astronomie et d'astrophysique (en) (IUCAA). Elle est nommée professeure associée à l'université du Cap-Occidental.